# 혼합문화
혼합 문화(영어: hybrid culture)란 국가 문화와 세계 문화 간의 경계가 희미한 문화를 가리킨다. 로버트슨과 같은 학자는 혼합문화와 같은 현상을 세계화라고 불렀다.

## 전통적인 혼합문화
혼합문화는 세계 지역에서 광범위하게 발전되어 있으며, 기원 전후 수 세기에 걸쳐 파키스탄 북서부 간다라 지방을 중심으로 발달한 불교 문화, 헬리니즘 문화의 영향을 받은 간다라 문화는 우리로서 혼합문화를 잘 알 수 있게 해준다. 동시에 고대 오리엔트 시대 이래의 서아시아 문화의 전통을 계승하고, 여기에 인도·그리스의 문화를 혼합하여 융합시킨 사라센 문화 또는 아라비아 문화도 세계적 문화로서 혼합 문화 양식을 띤다.
세계화와 혼합문화

## 문화의 혼종화
현대 사회의 세계 사회화 전개에 따라 문화 횡단적이고 탈지역적인 문화의 합종 연횡 현상을 문화 혼종화(Hybridization) 과정으로 인식한다.
이러한 문화 혼종화를 인식하는 문화이론가들(Pieters, Kraidy, Iwabuchi, Papastergiadis, Tomlinson, Bakhtin)은 서구문화가 일방적으로 주변부 사회로 흐르고 확산한다는 확산이론이나 문화제국주의론을 거부하고 지구적 차원에서 지역문화들과 세계문화들이 만나고 무국적의 새로운 문화들이 만들어진다고 주장한다.
중심부와 중심부, 중심부와 주변부 혹은 주변부와 주변부 문화들이 만나고 섞이면서 만들어지는 새로운 문화산물이나 문화실천의 성격은 이들이 서로 만나기 전의 문화정체성을 해체시키면서 동시에 서로 혼종되어 형성된다고 보았다.
이에 따라 글로벌 사회에서는 혼종성의 가치가 부정되는 것이 아니라 오히려 추구되거나 긍정적인 것으로 인식될 것이다. 예를 들어, 우리는 그동안 잡종이나 혼혈종에 대해 순수하지 못하고 나쁘다는 편향을 체질화했고 제도화하여 혼혈청년의 군대징집조차 거부했던 적이 있는데, 문화의 혼종성을 결국 이러한 단일하고 획일화된 관념체계나 현실에 맞서는 것이기도 하다.

## 혼종문화의 양가성
혼종문화를 얘기할 때 부딪히는 또다른 벽은, 문화의 혼종화로 인해 더욱 촉진될 우려가 있는 신자유주의와 지구제국이다. 특히 혼종성 담론이 종종 동반하는 욕망의 긍정은 자본의 자기 가치 증식과 직결되기도 한다. 혼종화가 그 효과로 차이의 전략을 만든다 하더라도, 그것은 끊임없이 이산하는 초국적 자본에게로 재영토화되기 마련이다.
욕망과 감수성의 일시적인 해방은 있을지언정, 그것 자체로 식민-후기적 상황을 타개한다고 보기는 어렵기 때문이다.
단적으로 일국의 정부는 물론, 초국적 자본마저도 탈중심화와 혼종성을 곧잘 긍정적인 것으로 여긴다. 지배질서 역시 다중(multitude)의 욕망과 문화의 혼종성을 긍정적으로 해석하곤 하는 것이다. 그렇다면 혼종성을 의제로 삼는 탈식민주의는 묘한 딜레마에 부딪힌 셈이다. 자신의 주장이 거대한 자본-기계, 화폐-기계에 일치하고 있기 때문이다.
신자유주의와 세계화로 대변되는 제국적 흐름에서는 분명 제국주의와는 다른, 탈근대주의와 탈식민주의를 아우르는 힘이 존재한다. 이것을 인정하지 않는다면 탈식민주의 역시 화폐-기계에 예속된 담론에 불과할 뿐이다. 혼종성/이동성/다양성 등은 ‘세계 시장 이데올로기’의 구미를 당기는 잔칫상이기도 하기 때문이다.
결론적으로 혼종문화가 가지는 양가성에 눈을 떠야 한다. 민족주의와 지구제국에 동시에 대응해야 하는 두 가지 싸움을 치러야 하기 때문이다. 사실 이건 아주 곤란한 문제일 수 있다. 혼종성을 추진하려고 해도 일차적으로는 기존의 민족주의 담론을 넘어서야 하는 과제가 있고, 혹 민족을 넘어 혼종을 긍정하게 되더라도 신자유주의와 제국의 흐름 앞에서 무기력해질 수 있기 때문이다.